# Paraplectonema pedunculatum
Paraplectonema pedunculatum is een rondwormensoort uit de familie van de Leptolaimidae. De wetenschappelijke naam van de soort is voor het eerst geldig gepubliceerd in 1913 door Hofmanner.